# 云南倒吊花
云南倒吊花（学名：Wrightia coccinea）为夹竹桃科倒吊笔属的植物。分布在巴基斯坦、缅甸、印度以及中国大陆的云南等地，生长于海拔300米至1,800米的地区，一般生于山地密林中和杂木林中。